# O Ritmo Que Conquistou o Brasil!
O Ritmo Que Conquistou o Brasil! (também conhecido como Volume 3) é o segundo álbum de estúdio da banda musical brasileira Banda Calypso, lançado em dezembro de 2002 através de sua gravadora independente Calypso Produções. Gravado em Recife, nos estúdios Somax, foi produzido pelo guitarrista da banda, Ximbinha, e por Dedê. O álbum segue a mesma linha musical de seu antecessor, Ao Vivo (2002), englobando canções que transitam entre a cúmbia, a lambada, o zouk e o carimbó, além do tradicional calypso, gênero de assinatura da banda.
Da obra, três canções foram selecionadas como singles para a sua promoção, sendo elas "Chamo por Você", "Temporal" e "Maridos e Esposas". O Ritmo Que Conquistou o Brasil! teve uma boa recepção comercial, recebendo disco de ouro e vendendo mais de 750 mil cópias.

## Divulgação
"Chamo por Você" foi lançada como o primeiro single de O Ritmo Que Conquistou o Brasil!, seguida por "Temporal" e "Maridos e Esposas". Para promover o álbum, a Banda Calypso embarcou em uma turnê feita em suporte à obra, que teve início em dezembro de 2002 e se estendeu até outubro de 2003. A banda também recorreu à diversos veículos de comunicação: na televisão, a divulgação do disco se deu em programas como Sabadaço e Programa Raul Gil.

## Desempenho comercial
Em janeiro de 2003, O Ritmo Que Conquistou o Brasil! recebeu disco de ouro pelas 100 mil cópias vendidas. Até dezembro de 2005, o álbum já havia vendido mais de 750 mil cópias.

## Lista de faixas
| N.º            | Título                                                           | Compositor(es)                                 | Duração |  |
| 1.             | "Chamo por Você"                                                 | Alberto Moreno                                 | 3:41    |  |
| 2.             | "Temporal"                                                       | Brizola                                        | 3:27    |  |
| 3.             | "Príncipe Encantado"                                             | Marquinhos Maraial Beto Caju                   | 3:46    |  |
| 4.             | "Me Telefona"                                                    | Márcio Fly                                     | 3:18    |  |
| 5.             | "Cheiro do Pará"                                                 | Kim Marques Edilson Morenno                    | 2:39    |  |
| 6.             | "Esperando por Você"                                             | Tonny Brasil                                   | 4:13    |  |
| 7.             | "Só Vai Dar Eu e Você"                                           | Beto Barbosa                                   | 3:04    |  |
| 8.             | "Pot-pourri" ("Warilow" / "Te Quero" / "Feitiço")                | Ronery Manoel Cordeiro Neca Barata Joba Júnior | 3:51    |  |
| 9.             | "Love You Mon Amour"                                             | Tonny Brasil                                   | 3:55    |  |
| 10.            | "Fórmula Mágica"                                                 | Tonny Brasil                                   | 3:47    |  |
| 11.            | "Maridos e Esposas"                                              | Chrystian Lima Ivo Lima                        | 4:17    |  |
| 12.            | "Não Faz Sentido"                                                | Tonny Brasil                                   | 3:19    |  |
| 13.            | "Zouk Love"                                                      | Beto Barbosa                                   | 3:32    |  |
| 14.            | "Pot-pourri de Carimbó" ("Tia Mariquinha" / "Vai Buscar a Flor") | Kim Marques                                    | 3:50    |  |
| 15.            | "Desfaz as Malas"                                                | Brizola                                        | 3:00    |  |
| 16.            | "Conto de Fadas"                                                 | Gino Liver                                     | 2:57    |  |
| Duração total: | Duração total:                                                   | Duração total:                                 | 56:34   |  |

## Certificações e vendas
| País   | Certificação | Vendas   |
| ------ | ------------ | -------- |
| Brasil | Ouro         | 750 000+ |

## Créditos
Todo o processo de elaboração de O Ritmo Que Conquistou o Brasil! atribui os seguintes créditos:
Músicos
- Ximbinha: produção musical, guitarras
- Dedê: produção musical, teclado (participação especial)
- Joelma: vocais principais (faixas 1–6, 9–12, 15–16)
- Dinho: vocais principais (faixas 7–8, 13–14, 16)
- Palito: baixo
- Leal: teclado
- JR: bateria, percussão
- Maceió: bateria, percussão
- Rafael: sax
- Daniel (Chico Preto): trompete
- Tovinho: teclado (participação especial)
- Hélio Silva: baixo (participação especial)
- Marquinhos Maraial: sax (participação especial)
- Fabinho: trompete (participação especial)
- Nilsinho: trombone (participação especial)
- Dôra: vocais de apoio
- Walkiria: vocais de apoio
- Nena Queiroga: vocais de apoio

Técnicos
- Cacau: gravação, mixagem
- Léo: gravação
- Rogério Morais: masterização
- Dedê: mixagem
- Maurílio: auxílio técnico

Locais de gravação e mixagem
- Somax Estúdios (Recife)

Visuais e imagens
- Glayson Ramos: fotografias
- Gonzalo: fotografias
- Mauro Filho: design gráfico
- Sacha Santos: arte-finalização
- Denise Paixão: assessoria de gerenciamento de fotolitos